# Universitat Centreeuropea
La Universitat Centreeuropea (Central European University, CEU) és una universitat privada de recerca acreditada a Àustria, Hongria i els Estats Units d'Amèrica, amb campus a Viena i Budapest. La universitat és coneguda per la seva fortalesa en les ciències socials i humanitats, la baixa proporció estudiant-professorat i el cos d'estudiants internacionals.
Un principi central de la missió de la universitat és la promoció de societats obertes, com a resultat de la seva estreta associació amb les Open Society Foundations.

## Galeria

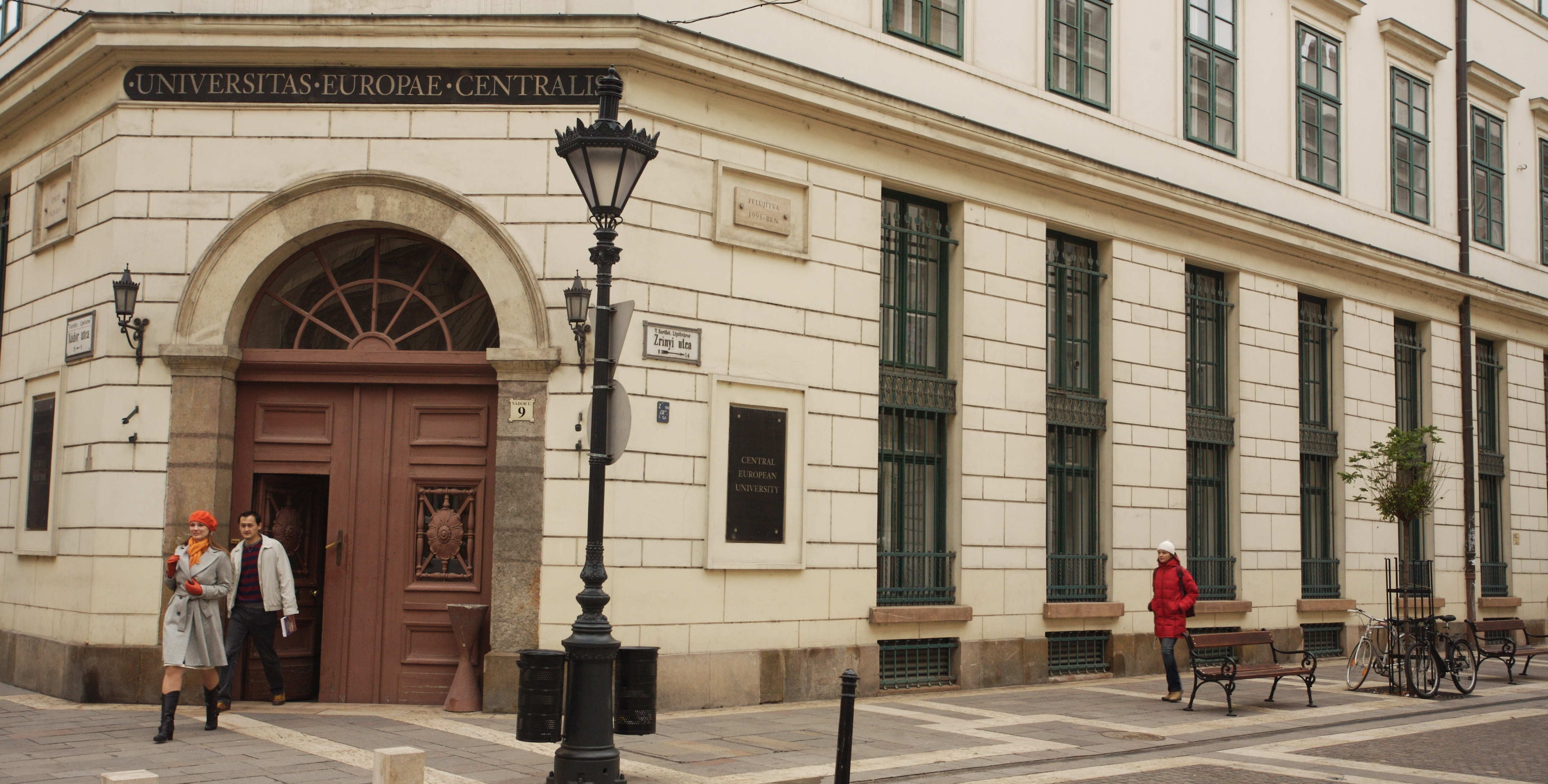
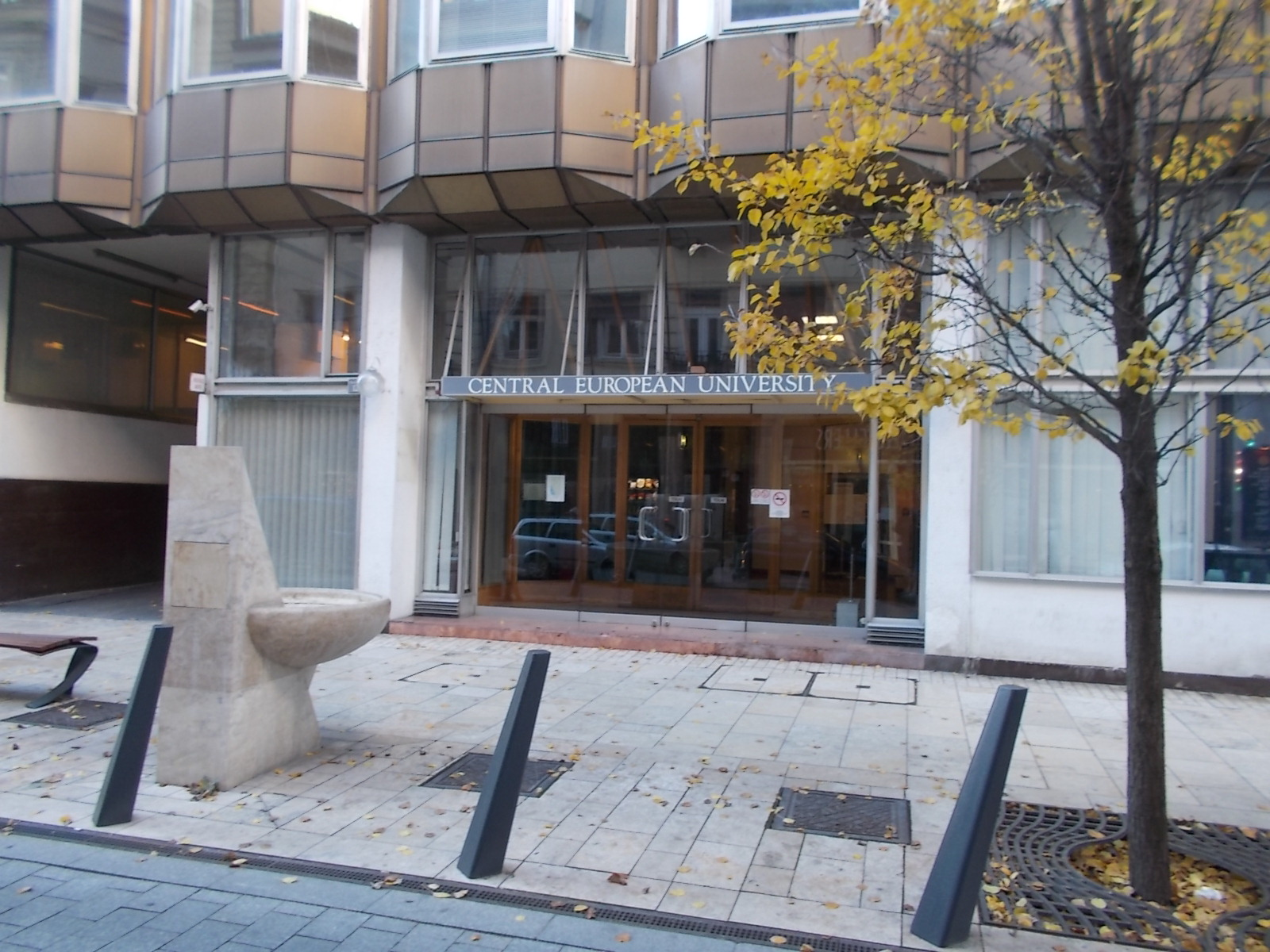
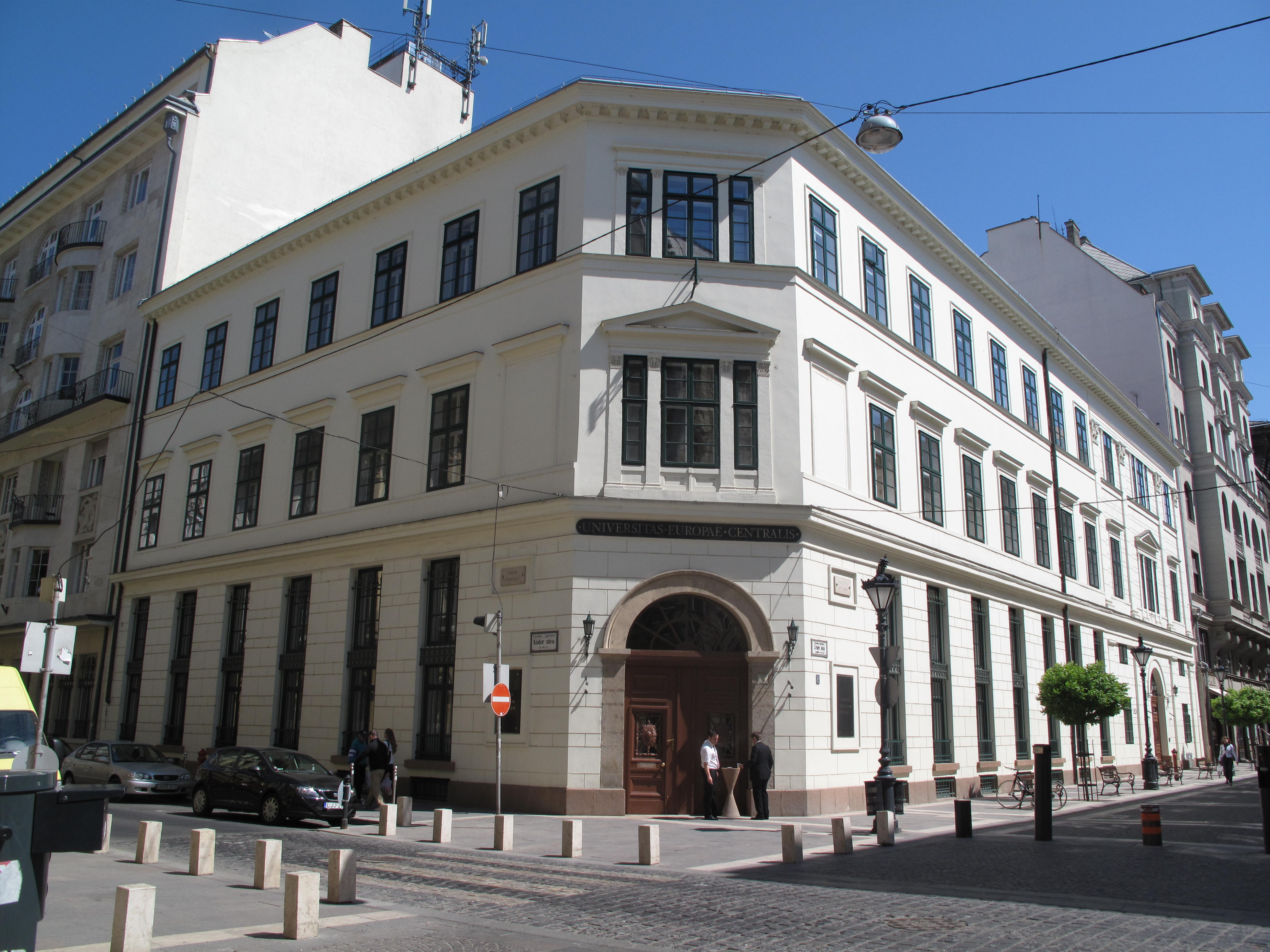
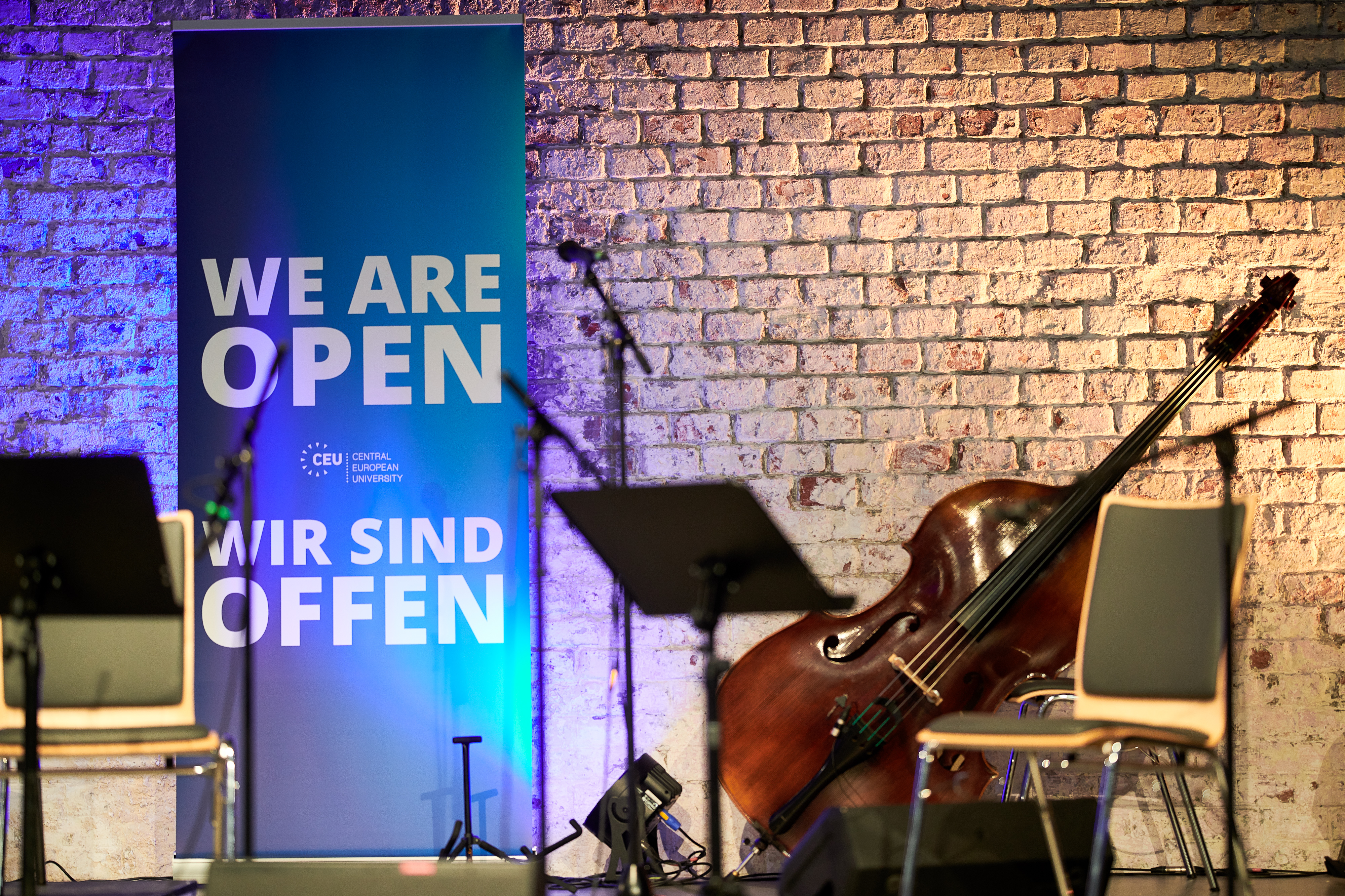

## Antics alumnes
Des dels seus inicis, s'han graduat a CEU 16.795 estudiants de 147 països, la majoria dels quals van treballar en empreses, educació, investigació o govern.